# Myron Waldman
Myron Waldman (* 23. April 1908 in New York City, New York; † 4. Februar 2006 in Bethpage, New York) war ein US-amerikanischer Trickfilmanimator.
Myron Waldman studierte am Pratt Institute. In den 1930er-Jahren, dem Golden Age of Animation begann er als Zeichner bei den Fleischer Studios. 1934 wurde er Chefzeichner und betreute Trickfilmreihen wie Betty Boop (für die er den Hund Pudgy erfand), Popeye, Raggedy Ann und Superman. Für seine Erfindung, die Esel Hunky and Spunky, war er 1939 für den Oscar nominiert. Ein weiterer Oscar-nominierter Film, an dem er mitwirkte, war Educated Fish. Für mehrere Fleischer-Filme wie Gullivers Reisen war er auch Co-Regisseur. In den 1940er-Jahren zeichnete er zusätzlich Comicstrips (Happy the Humbug) und war Dozent an der Columbia University. Nach drei Jahren Militärdienst ging Waldman zu Paramount, wo er für die Casper-Filme zuständig war. In über 35 Jahren war Waldman an weit über 100 Filmen beteiligt.
1997 gewann Waldman den Winsor McCay Award der Annie Awards für sein Lebenswerk. Es ist der bedeutendste Preis, den ein Animator gewinnen kann. 1986 gewann er den goldenen Preis bei den Motion Picture Screen Cartoonists Awards.